# Willem Benoy
 (juin 2025).
Si vous disposez d'ouvrages ou d'articles de référence ou si vous connaissez des sites web de qualité traitant du thème abordé ici, merci de compléter l'article en donnant les références utiles à sa vérifiabilité et en les liant à la section « Notes et références ».
Willem Benoy est un acteur belge né le 3 janvier 1882 et décédé le 19 décembre 1939.

## Filmographie
- 1933 : Jeunes filles en liberté de Fritz Kramp
- 1934 : De Witte (Filasse), de Jan Vanderheyden
- 1935 : Uilenspiegel leeft nog de Jan Vanderheyden
- 1935 : Alleen voor U de Jan Vanderheyden
- 1939 : Met den helm geboren de Jan Vanderheyden
- 1939 : Een engel van een man de Jan Vanderheyden